# Frea unifasciata
Frea unifasciata är en skalbaggsart som först beskrevs av Thomson 1858.  Frea unifasciata ingår i släktet Frea och familjen långhorningar.
Artens utbredningsområde är:
- Gabon.
- Kenya.

Inga underarter finns listade i Catalogue of Life.